# Mythicomyia cristata
Mythicomyia cristata är en tvåvingeart som beskrevs av Axel Leonard Melander 1961. Mythicomyia cristata ingår i släktet Mythicomyia och familjen svävflugor.
Artens utbredningsområde är Washington. Inga underarter finns listade i Catalogue of Life.